# Léon Francioli

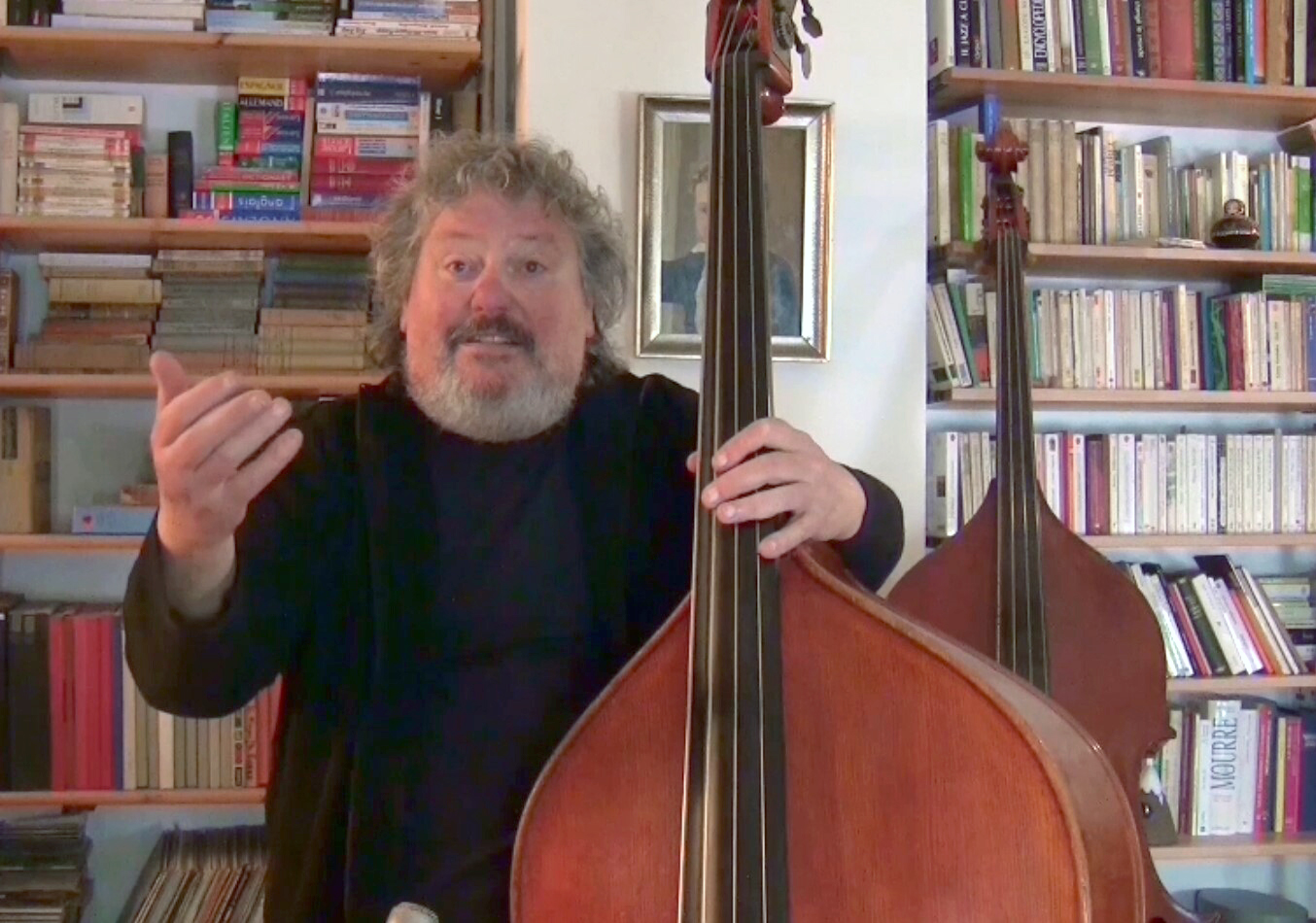
Léon Francioli (2016)

Léon Francioli (* 22. Mai 1946 in Lausanne; † 9. März 2016 in Lausanne) war ein Schweizer Musiker des Creative Jazz (Kontrabass, auch Gitarre, Cello und Piano) und Komponist von Film- und Theatermusik.

## Wirken
Francioli studierte am Konservatorium von Lausanne zunächst Klavier und dann Kontrabass. Zunächst war er Mitglied der Rockband Les Aiglons, dann begleitete er Sänger wie Dalida und Michel Bühler. Seit 1970 arbeitete er in der Schweizer Jazzszene; auf Nolilanga, seinem ersten Album unter eigenem Namen, versammelte er Alan Skidmore, Pierre Cullaz und Pierre Favre. 1972 präsentierte er sein Quartett mit Eje Thelin, Jouck Minor und Favre auf dem Montreux Jazz Festival; ein Mitschnitt erschien beim Label Evasion Disques. International wurde er ab demselben Jahr in der Gruppe von Michel Portal (mit Favre, Beb Guérin und Bernard Vitet, später Bernard Lubat) bekannt, mit der er 1972 und 1976 auf dem Festival von Châteauvallon und 1974 beim NDR Jazzworkshop auftrat. Mit einem eigenen Quartett präsentierte er sich beim Montreux Jazz Festival 1972. Mit Favre und George Gruntz wirkte er 1979 an der Aufführung von Rolf Liebermanns Concerto for Jazzband in Zürich mit.
1979 verfasste er die Filmmusik zu dem Spielfilm Kleine Fluchten. Mit Don Cherry, John Tchicai, Irène Schweizer und Favre trat er 1980 beim Jazz Festival Willisau auf. 1981 gründete er mit Werner Lüdi, Stephan Wittwer und Fredy Studer die Gruppe Sunnymoon. Ausserdem wirkte er um 1980 an Alben von Favre, Michel Portal und Radu Malfatti bei HatHut Records mit. Mit Favre spielte er auch im Trio mit dem Posaunisten Albert Mangelsdorff (Triple Entente, 1982). Trotz Grenzüberschreitungen „warm und kommunikativ basiert sein Spiel weitgehend auf einem Dialog mit seinen Partnern“.
Von 1981 bis 1991 gehörte er dem Improvisationsqartett BBFC mit Jean-François Bovard, Daniel Bourquin und Olivier Clerc an, das auf dem Montreux Jazz Festival und weiteren Festivals auftrat und mehrere Alben für Plainisphare einspielte. Mit Bovard bildete er 1984 das Francioli-Bovard-Orchestra (Music auf Plainisphare) und spielte im Sextett des Pianisten François Lindemann. 1985 gehörte er dem Trio des Pianisten Alex Theus an. Zu Beginn der 1990er Jahre arbeitete Francioli mit Joe McPhee (Linear B) und Mario Schiano (And So On). 2007 trat er mit Alex Theus und Daniel Bourquin beim Schaffhauser Jazzfestival auf. Mit Bourquin tourte er und legte die Alben Border Line / La Passion  (mit Pascal Auberson) und Journal Intime Vol.1 Musique Ancienne vor. 
Zudem komponierte Francioli Musik für Tanzaufführungen. Zuletzt nahm er mehrere Alben mit dem Sänger Stéphane Blok auf. Er starb an den Folgen einer Krebserkrankung.

## Filmographie
- Otobüs (1975, Tunç Okan)
- Kleine Fluchten (1979, Yves Yersin)
- Happy End (1989, Marcel Schüpbach)
- Le mur de Berlin (1988, Yvan Butler)
- Requiem (1993, Walter Marti und Reni Mertens)
- Pico hebt ab (2004, Rico Grünenfelder; Kurzfilm)
- Hors temps (2006 Jeanne Berthoud; Dokumentarfilm)